# Hughes & Kettner
Hughes & Kettner ist der Markenname einer Produktlinie der Stamer Gruppe, die vor allem Gitarrenverstärker und Gitarreneffektgeräte repräsentiert. Die Produktpalette reicht von traditionellen Vollröhrenverstärkern bis zu digitalen Modeling-Verstärkern.

## Geschichte
Hughes & Kettner wurde 1984 von den Brüdern Lothar und Hans Stamer in Münchwies bei Neunkirchen gegründet, welche sich seit 1979 mit der Entwicklung von Lautsprechern befassten. Das Unternehmen produzierte zunächst nur Lautsprecherboxen, die heute noch unter dem Label HK Audio hergestellt und vertrieben werden. Erst ab 1986 wurde die Produktpalette um Gitarrenverstärker erweitert, die man selbst entwickelt hatte. 
1987 wechselte das Unternehmen im Rahmen seiner Expansion den Standort und zog nach St. Wendel, wo es sich auch heute noch befindet. Mit dem Umzug erfolgte auch eine Neuordnung des Unternehmens. Die Aufgaben von Entwicklung und Produktion auf der einen Seite und Vermarktung und Vertrieb auf der anderen Seite übernahmen zwei neu gegründete Schwesterfirmen: Stamer Musikanlagen GmbH und Music & Sales Professional Equipment GmbH.
Zum Erfolg der Marke Hughes & Kettner trugen innovative Produkte bei. Beispielsweise wurde 1985 mit dem AS 64 der erste digital gesteuerte und programmierbare Gitarrenverstärker und 1988 mit dem ATS 100 der erste Hybrid-Röhren-Verstärker vorgestellt. Neben den technischen Neuerungen sorgte nicht zuletzt die hochwertige Verarbeitung der Produkte dafür, dass Hughes & Kettner in Musikerkreisen schnell Anerkennung fand und in den 1990er Jahren zu einem der führenden Hersteller von Gitarrenverstärkern in Deutschland wurde.
Am 1. Mai 2025 ist die Marke vom Musikhaus Thomann GmbH übernommen worden.

## Produkte
Hughes & Kettner bauen heute 

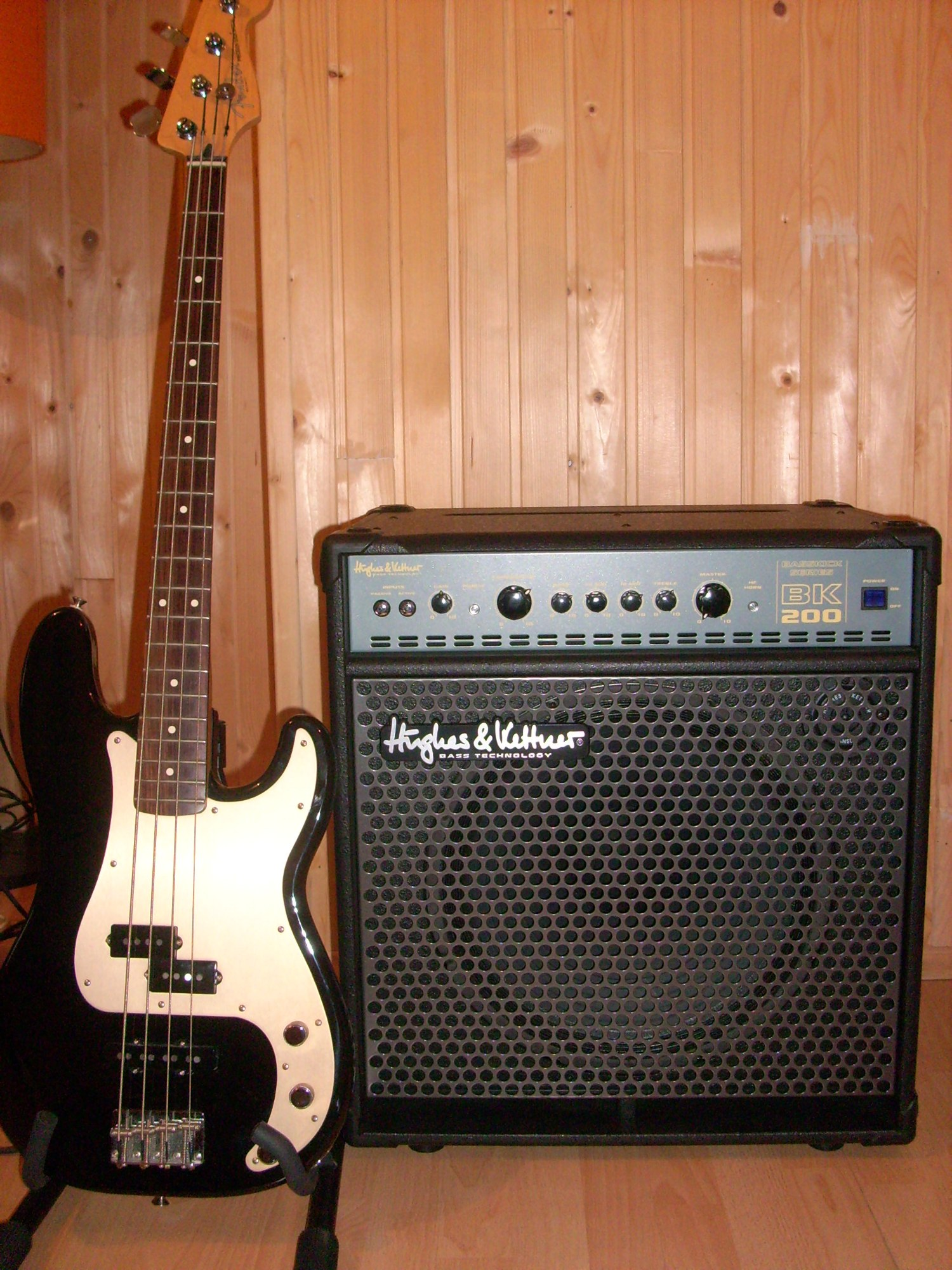
Bassverstärker

- Gitarrenverstärker in den drei Produktlinien "Players Class" (Transistorverstärker mit Leistungen von 15 bis 200 Watt (2019 model Black Spirit) für Einsteiger zum Einsatz im Proberaum und auch auf der Bühne), "Pro Class" (Röhrenverstärker zum Einsatz auf der Bühne und im Studio) sowie "Custom Class" (handgefertigte Verstärkermodelle im oberen Preissegment für Künstler und Kenner).
- Bassverstärker (die beiden Serien "Basskick" und "Quantum")
- Lautsprecher-Boxen für Bass und Gitarre
- Röhren-Effektgeräte